# Tuntematon sotilas
Tuntematon sotilas is een Finse dramafilm uit 1955 onder regie van Edvin Laine. De film is gebaseerd op de gelijknamige roman uit 1954 van de Finse auteur Väinö Linna.

## Verhaal
Wanneer de Sovjet-Unie in 1941 wordt aangevallen door Duitsland, vallen de Russen op hun beurt buurland Finland binnen. De film volgt een peloton Finse soldaten die tijdens de Vervolgoorlog naar het front wordt gestuurd om er te strijden tegen het veel grotere en sterkere Rode Leger.

## Rolverdeling
| Acteur            | Personage  |
| ----------------- | ---------- |
| Kosti Klemelä     | Koskela    |
| Heikki Savolainen | Hietanen   |
| Reino Tolvanen    | Rokka      |
| Veikko Sinisalo   | Lahtinen   |
| Åke Lindman       | Lehto      |
| Pentti Siimes     | Määttä     |
| Leo Riuttu        | Vanhala    |
| Kaarlo Halttunen  | Rahikainen |